# Rosa Castro André
Maria Rosa Castro André Moreira de Oliveira (Santarém, 22 de maio de 1967) é uma actriz portuguesa. Licenciou-se em Psicologia, é psicoterapeuta, grupanalista, membro da Sociedade Portuguesa de Grupanálise e Psicoterapia Analítica de Grupo. Trabalha na Unidade de Desabituação do Centro das Taipas, ARSLVT, e em consultório clinico privado, e desempenhou papéis em filmes, telenovelas e mini-séries, além de séries e programas de televisão. Foi premiada como Melhor Interpretação Feminina do Festival de Huelva, em 1991, pelo filme Nuvem.

## Filmografia

### Telenovelas
- 2015 - Jardins Proibídos | Rosa Figueiredo - TVI
- 2014 - O Beijo do Escorpião | Inspectora Inês - TVI
- 2003 - Saber Amar | TVI
- 2002 - O Olhar da Serpente | Adelaide Matos Ribeiro - SIC
- 2002 - O Último Beijo (telenovela) | Professora - TVI
- 2001 - Nunca Digas Adeus | TVI
- 2001 - Ganância (telenovela) | Eugénia - TVI
- 2000 - Jardins Proibidos | Rosa Figueiredo - TVI
- 1996 - Xica da Silva | Joaquina Pereira - Rede Manchete / TVI
- 1993 - A Banqueira do Povo | Filipa Sousa Rodrigues - RTP1

### Séries
- 2011 - Maternidade .... Valéria
- 2009 - Lua Vermelha .... Filomena
- 2008 - Liberdade 21
- 2005 - O Clube das Chaves .... Graça (personagem fixa, 20 episódios)
- 2004 - Inspector Max .... Anabela; Filipa (2 episódios)
- 2002 - Crimes em série .... Madalena (1 episódio)
- 2001 - Super Pai .... Inês (1 episódio)
- 2001 - Segredo de Justiça (1 episódio)
- 2000 - Crianças S.O.S
- 1999 - Capitão Roby .... Clara
- 1998 - Major Alvega .... Claudia Minelli (1 episódio)
- 1992 e 1994 - Les Guerre des privés .... Chris

### Cinema
- 1999 - No Coração dos Deuses .... Tauana
- 1994 - Fado majeur et mineur .... Aline
- 1994 - Marilyn, My Love
- 1992 - L'oeil qui ment ... Francesca
- 1992 - Zwischensaison .... Silvia
- 1991 - Retrato de Família .... Sara
- 1991 - Núvem .... Laura
- 1990 - A Maldição de Marialva ... Aia
- 1989 - Solo de Violino .... Mariana